# Кевін Карлос
Кевін Карлос (ісп. Kevin Carlos, нар. 10 квітня 2001, Сеута) — іспанський футболіст, нападник швейцарського клубу «Базель».

## Ігрова кар'єра
Народився 10 квітня 2001 року в місті Сеута. Вихованець футбольної школи клубу «Уеска».
У дорослому футболі дебютував 2018 року виступами за команду «Альмудевар», в якій провів один сезон, взявши участь у 5 матчах чемпіонату, забивши 2 м'ячі.
Своєю грою за цю команду привернув увагу представників тренерського штабу клубу «Уеска», до складу якого приєднався 2020 року. Відіграв за клуб з Уески наступні три сезони своєї ігрової кар'єри.
У 2023 році був орендований клубом «Реал Бетіс Б», який залишив ще до завершення того ж року. 
До складу клубу «Івердон Спорт» приєднався 2023 року.
У серпні 2024 року перейшов у «Базель», підписавши контракт на чотири роки.

## Титули
- Чемпіон Швейцарії (1):

«Базель»:  2024-25
- Володар Кубка Швейцарії (1):

«Базель»: 2024-25

### Особисті
- Найкращий бомбардир Суперліги — 2023-24 (14 голів)